# Danin
Danin (arab. دنين) – wieś w Syrii, w muhafazie Hama. W 2004 roku liczyła 666 mieszkańców.